# Rosa Gómez de Mejía
Rosa Altagracia Eulogia Gómez Arias (Gurabo, 11 de marzo de 1940-Santo Domingo, 21 de marzo de 2022) fue una política dominicana. Fue primera dama de la República Dominicana, desde la creación del cargo por decreto presidencial, el 10 de septiembre de 2000 hasta el 16 de agosto de 2004, siendo la esposa del expresidente de ese país, Hipólito Mejía.

## Biografía
Rosa Altagracia Eulogia, nació el 11 de marzo de 1940, en Gurabo, República Dominicana.
Cursó estudios en Educación (centrados en Orientación Estudiantil) en la Universidad Autónoma de Santo Domingo (UASD) y dedicó una parte de su vida al voluntariado social. Perteneció junto con su esposo al Movimiento Familiar Cristiano, entidad que se dedica al fortalecimiento de la familia como núcleo principal de la sociedad.

### Matrimonio y descendencia
El 4 de julio de 1964, contrajo matrimonio con Hipólito Mejía, con el cual procreó cuatro hijos: Ramón Hipólito, Felipe, Carolina y Lissa.

## Primera dama
Tras la posesión de su cónyuge, como presidente de la República, fue creado el cargo de primera dama (Despacho de la primera dama), por decreto presidencial.
Como coordinadora General del Despacho de la primera dama, se centró en el desarrollo de acciones que contribuirían a la búsqueda de soluciones duraderas a los desafíos que enfrenta el país en materia de bienestar social. Con este propósito, llevó a cabo las siguientes líneas de acción:  educación para el trabajo y la vida, actividades de asistencia social, apoyo a intervenciones sociocomunitarias e iniciativas de desarrollo local.
Así mismo concibió la creación del Proyecto Trampolín Museo Infantil, un espacio educativo y cultural destinado a apoyar la educación integral de la infancia.

## Condecoraciones
Recibió la Gran Cruz de la Orden Isabel La Católica de su Majestad el Rey Don Juan Carlos I de España, el doctorado honoris causa en Humanidades por la Universidad Católica Tecnológica del Cibao y el Botón Paul Harris, de la Fundación Rotaria Internacional, entre otros honores y condecoraciones.

## Fallecimiento
Falleció el 21 de marzo de 2022, tras sufrir un infarto, mientras se encontraba en su residencia.